# Frank Smith (personaggio)
Frank Smith è uno dei protagonisti, insieme al fratello Steve Smith, della serie televisiva China, IL, nonché professore di storia della UCI (Università di China, Illinois), creato e doppiato da Brad Neely nella versione originale e da Alberto Bognanni nella versione italiana. Il personaggio fa la sua prima apparizione nel primo dei due episodi pilota della serie, China, IL: The Funeral.

## Biografia
Residente nella fittizia China Illinois e insegnante di storia dell'università locale, Frank Smith è, per la maggior parte del tempo, un cercatore di attenzioni.
Ciò è dovuto alla rivalità con suo fratello e alla sua reputazione nell'essere fuori moda e non attraente.
Apparso originariamente in The Professor Brothers, webserie creata dallo stesso Neely, fu un personaggio sviluppato più compiutamente in China, IL. Nell'episodio Preside vs Sindaco, quando viene assunto come aiutante del preside, dimostra anche una certa disonestà contro Steve e Pony per via della sua posizione.
In alcuni episodi, Frank menziona di voler apparire in televisione sulle notizie locali della UCI e soprattutto per uno special per il noto canale History Channel.
Come Steve, desidera quasi sempre avere rapporti sessuali, come visto con delle ragazze in I consigli di Kenny Winkler. In Coming out dall'aldilà muore per circa due minuti.